# Takahashi Oden
Takahashi Oden (japanisch 高橋 お伝; geboren um 1851 

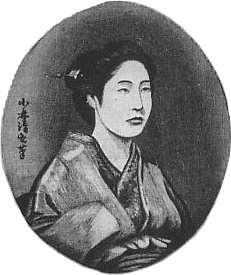
Takahashi Oden

in der Provinz Kōzuke; gestorben 31. Januar 1879 in Tōkyō) wurde wegen ihres schlechten Lebenswandels „Meiji no dokufu“ (明治の毒婦) – etwa „Böses Weib der Meiji-Zeit“ – genannt.

## Leben und Wirken
Takahashi Oden war Tochter des Takahashi Kanzaemon (高橋 勘左衛門). Ihr eigentlicher Vater soll Hirose Hanzaemon (広瀬 半左衛門) gewesen sein, ein Gebietsverwalter der Gegend. Oden war seit ihrer Jugend bekannt für ihre Schönheit und für ihre Ungebundenheit. Ihr kriminelles Leben begann, als ihr Mann an Lepra erkrankte. Als die Behandlung der Krankheit zunehmend Geld kostete und sich schließlich als unheilbar herausstellte, vergiftete sie ihren Mann und begann ein zügelloses Leben als Prostituierte, Diebin und Mörderin.
1876 wurde Oden festgenommen, nachdem sie einem Händler mit gebrauchter Kleidung in Asakusa, Gotō Kichizō (後藤吉蔵), von dem sie sich Geld geliehen hatte, die Kehle durchgeschnitten hatte. Sie wurde festgenommen, nach einem langen Prozess zum Tode verurteilt und im Ichigaya-Gefängnis enthauptet. Sie war die erste Frau in der Meiji-Zeit, deren Leben so endete.
Odens Lebenswandel füllten die Zeitungen. Der populäre Autor Kanagaki Robun schrieb 1879 eine pikante Novelle, die auf ihrem Leben basierte, das „Takahashi Onden yasha monogatari“ (高橋阿伝夜叉譚). Kawatake Mokuami adaptierte die Novelle für ein Kabuki-Stück.
Ihre Letzte Ruhe fand Takahashi Oden auf dem Friedhof Yanaka in Tokio.

## Werke über Takahashi Oden
1879 veröffentlichte der Autor Kanagaki Robun die Novelle Takahashi Onden yasha monogatari (japanisch 高橋阿伝夜叉譚), welche auf dem Leben von Takahashi Oden basiert. Kawatake Mokuami adaptierte die Novelle für ein Kabuki-Stück.
Kobayashi Kiyochika fertigte ein Porträt von ihr an.
Ihr Leben wurde mehrfach verfilmt:
- 1926: Takahashi Oden – Zempen, Regie Norio Yamagami.[7]
- 1926: Takahashi Oden – Kôhen, Regie Norio Yamagami.[8]
- 1929: Takahashi Oden, Regie Kôji Oka.[9]
- 1958: Dokufu Takahashi Oden, Regie Nobuo Nakagawa, Takahashi Oden gespielt von Katsuko Wakasugi.[10]
- 1983: Koyamu, Regie Shôgorô Nishimura, Takahashi Oden gespielt von Takako Shinozuka.[11]